# Johannes Marbach (Bibliothekar)
Johannes Marbach (* 21. Mai 1945 in Wolfenbüttel) ist ein deutscher Jurist und Bibliothekar. Von 1999 bis 2010 war er Leitender Bibliotheksdirektor der Universitätsbibliothek der Helmut-Schmidt-Universität Hamburg.

## Leben und Wirken
Johannes Marbach studierte Rechtswissenschaft und Geschichte an den Universitäten Göttingen und Freiburg/Br. 1973 legte er das erste juristische Staatsexamen ab und war dann von 1973 bis 1977 wissenschaftlicher Assistent am Juristischen Seminar der Universität Göttingen (Abteilung für deutsche Rechtsgeschichte). Als Bibliotheksreferendar an der Universitätsbibliothek Konstanz trat er 1977 in die Ausbildung für den höheren Bibliotheksdienst ein und absolvierte die Fachprüfung hierfür 1979 am Bibliothekar-Lehrinstitut des Landes Nordrhein-Westfalen. Im gleichen Jahr promovierte er im Fach Rechtswissenschaft an der Universität Freiburg/Br. mit einer rechtsgeschichtlichen Dissertation. Seit 1979 war Marbach als wissenschaftlicher Bibliothekar an der Bibliothek der Hochschule der Bundeswehr in Hamburg tätig (später umbenannt in Universitätsbibliothek der Helmut-Schmidt-Universität). Im Jahre 1993 zum Bibliotheksdirektor ernannt, führte er von 1999 bis 2010 als Leitender Bibliotheksdirektor diese Bibliothek. 
Besonders hervorhebenswert unter seinen Veröffentlichungen ist die 2008 erschienene Helmut-Schmidt-Bibliographie. 

## Veröffentlichungen
- Internationale und ausländische Regelungen zur Reprographie urheberrechtlich geschützter Werke. Bibliothekar-Lehrinstitut des Landes Nordrhein-Westfalen, Köln 1979.

- Strafrechtspflege in den hessischen Städten an der Werra am Ausgang des Mittelalters. Minerva, München 1980, ISBN 3-597-10186-0 (Dissertation Universität Freiburg/Br.).
- (mit Hartmut Walravens): Bibliothekare in Israel. Eindrücke von einer Studienreise, 3.3. – 10.3.1985. Verein Deutscher Bibliothekare/Landesverband Hamburg 1985.
- (Hrsg., mit Dieter Ludwig): Bibliothekare in Wien. Eindrücke von einer Studienreise ; 19.9. – 26.9.1987. Verein Deutscher Bibliothekare/Landesverband Hamburg 1987.
- Nutzung der Verteidigungsdokumentation an der Universität der Bundeswehr Hamburg. In: Hubert Rothe (Hrsg.): Online-Recherchen in externen Datenbanken. Beispiele für die Vermittlung von Fachinformation innerhalb der Verwaltung und praktische Erfahrung. Arbeitsgemeinschaft der Parlaments- und Behördenbibliotheken, München 1987, S. 42–54, ISBN 3-925779-03-5.
- (Hrsg., mit Hermann Kühn): Bibliothekare in der Schweiz. Eindrücke der Studienfahrt Informationsversorgung in der Schweiz. Bibliotheken und Dokumentationszentren, 12.9. – 19.9.1992. Verein Deutscher Bibliothekare/Landesverband Hamburg 1993.
- (Mitautor): Hamburger literarisches Leben im 18. Jahrhundert (= Bibliothemata, Bd. 11). Bautz, Nordhausen 1994, ISBN 978-3-88309-052-8.
- Benutzung internationaler Referatedienste und der Datenbanken. In: Hartmut Walravens (Hrsg.): Zeitschriften in deutschen Bibliotheken. Bestand, Erwerbung, Erschließung, Benutzung (= Bibliothekspraxis, Bd. 35). Saur, München 1995, S. 249–261, ISBN 3-598-21166-X.
- Schriftenverzeichnis Herwarth von Schade. Zu seinem 80. Geburtstag am 13. Dezember 2006. In: Auskunft, Bd. 26 (2006), S. 341–357.
- (Hrsg.): Helmut-Schmidt-Bibliographie 1947–2008. Harrassowitz, Wiesbaden 2008, ISBN 978-3-447-05880-3.
- „Kunst als Ausdruck und Symbol für Menschlichkeit“. In: Lars Wiggert (Hrsg.): Begegnungen mit Helmut Schmidt, Kunst und Landschaft. Bibliothek der Helmut-Schmidt-Univ., Univ. der Bundeswehr Hamburg 2010, S. 98–106, ISBN 978-3-86818-015-2.
- Piraterie in Literatur, Oper und Film. In: Volker Grieb (Hrsg.): Piraterie von der Antike bis zur Gegenwart (= Historische Mitteilungen, Beiheft, Bd. 81). Steiner, Stuttgart 2012, S. 271–292, ISBN 3-515-10138-1.